# Зринка Цвитешич
Зринка Цвитешич (хорв. Zrinka Cvitešić, *18 липня 1979, Карловац, СФРЮ) — хорватська акторка. Закінчила академію драматичного мистецтва (Загреб) у 2002 році.

## Вибіркова фільмографія
- 2004 — «Жінка-мушкетер»
- 2005 — «Що за чоловік без вусів?»
- 2010 — «На шляху»